# Ягры
Я́гры — остров в районе Летнего берега Белого моря в устье реки Северная Двина. На острове расположен жилой район Северодвинска и судоремонтное предприятие «Звёздочка».

## История

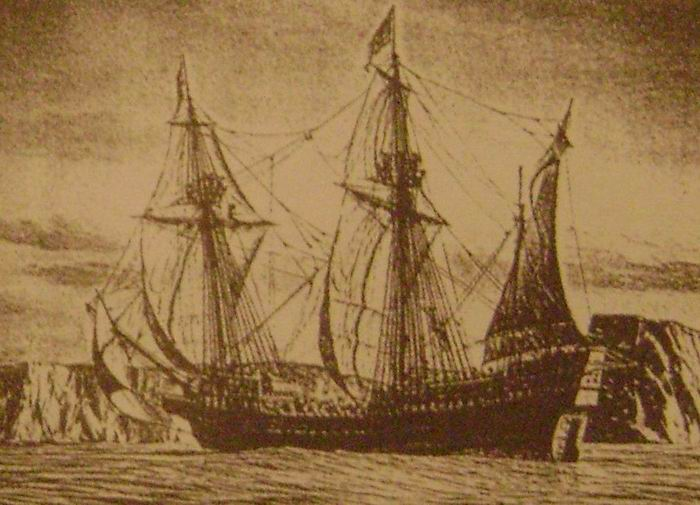
1553 год. Корабль капитана Ченслера (или Ченслора) «Эдуард Бонавентура» огибает мыс Нордкап

В период подготовительных работ по строительству Северодвинска были проведены геологические исследования, позволяющие предполагать, что остров Ягры был образован 1,5—2 тыс. лет назад за счёт морских наносов, то есть имеет лайдовое происхождение.
Именно здесь 24 августа 1553 года пришвартовался единственный уцелевший корабль экспедиции Хью Уиллоби «Эдуард Бонавентура», которым командовал английский капитан Ричард Ченслер, а вторым капитаном был Климент Адамс. Англичане назвали остров «Розовый». В воспоминаниях, опубликованных в книге «Английские путешественники в Московском государстве в XVI веке», говорится:

Розовый остров в бухте святого Николая полон алых и красных роз (шиповника), фиалок и дикого розмарина. Этот остров имеет 7 или 8 миль в окружности; на нём хорошие пастбища, и он получил название «Розового».
13 апреля 1938 года был издан приказ НКВД СССР «Об организации Управления строительства № 203 и Ягринского ИТЛ НКВД».
Ягринский исправительно-трудовой лагерь (Ягринлаг) НКВД на острове просуществовал до 1953 года.

## Название
В Словаре Даля слово «ягра» женского рода и означает «мелкое песчаное дно реки, озера, моря».
В Словаре областного Архангельского наречия А. И. Подвысоцкого, изданного в 1885 году:

Ягра, Ягры — выдающаяся в море и заливаемая во время прилива часть берега. Онеж. (слово из Онежского уезда).

## Природа
Вблизи побережья можно ловить камбалу, навагу, корюшку, сига.
Самая большая река на острове Ягры — Камбалица, самое большое озеро — Чаячье.
На Яграх имеется сосновый бор, который является одним из любимых мест досуга жителей всего города.
Близлежащие необитаемые острова: Угломинь, Глубокий, Кривец, Хвосты, Трестянный, Малый Чаячий.

## Образовательные и медицинские учреждения
На Яграх расположено СТСиС № 28, специализирующееся на подготовке кадров для судостроительных верфей города. На острове находятся гимназия, 3 действующие общеобразовательные школы, детская школа искусств и 7 детских садов; также есть спорткомплекс с бассейном и спортзалом, стадион «Беломорец» и лыжная база.
Медицинские учреждения представлены заводской поликлиникой МСЧ № 58, взрослой городской поликлиникой № 2, детской поликлиникой № 4. Также на берегу Белого моря находятся Северодвинский психоневрологический диспансер и санаторий-профилакторий «Звёздочка».

## Спортивные объекты
На Яграх располагаются стадион с ледовой ареной, спорткомплекс с бассейном, лыжная база, яхт-клуб «Север», база для занятий кайт- и виндсёрфингом.

## Галерея

Памятный знак Ричарду Ченслеру на Яграх
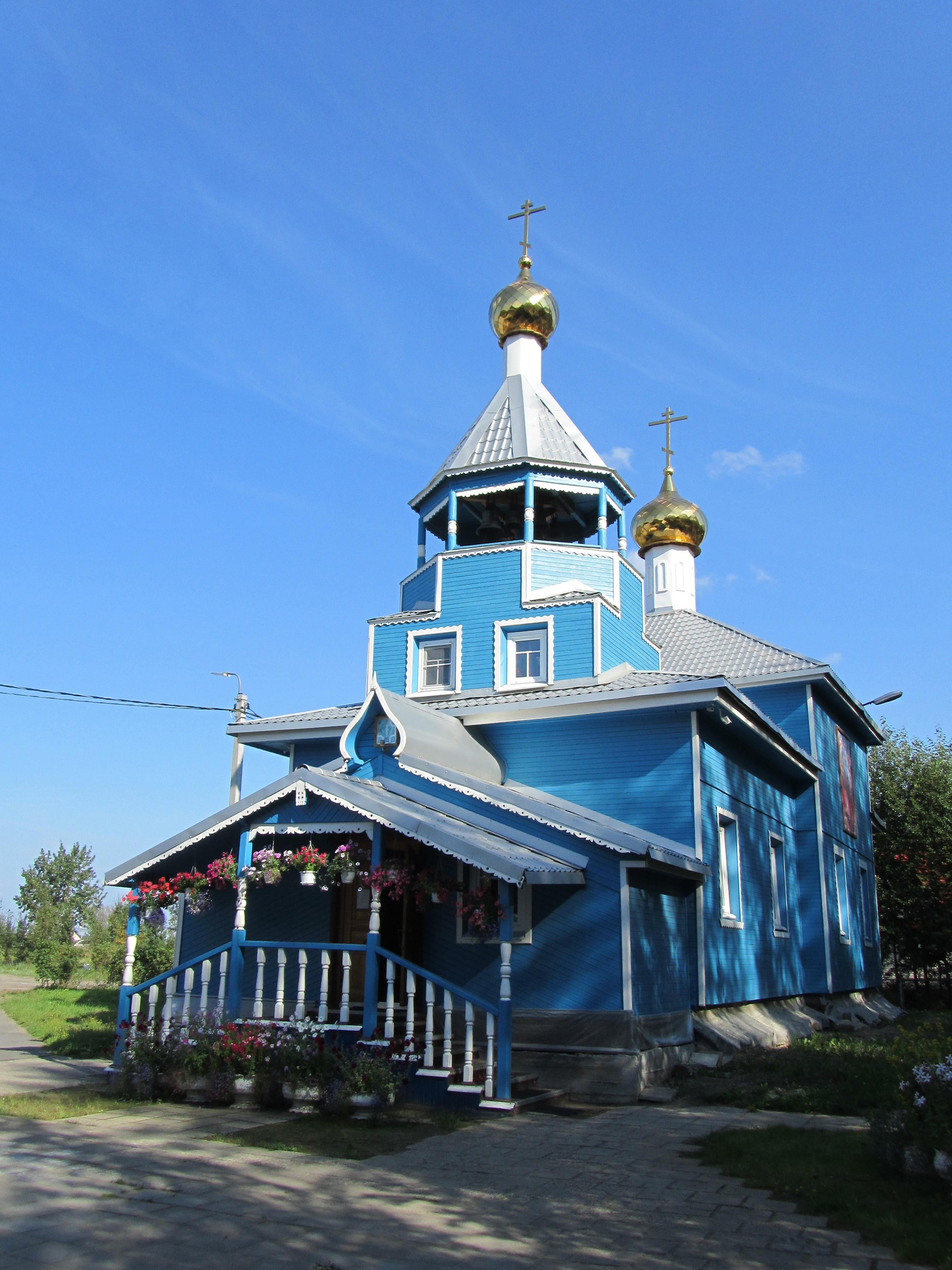
Храм Воскресения Христова
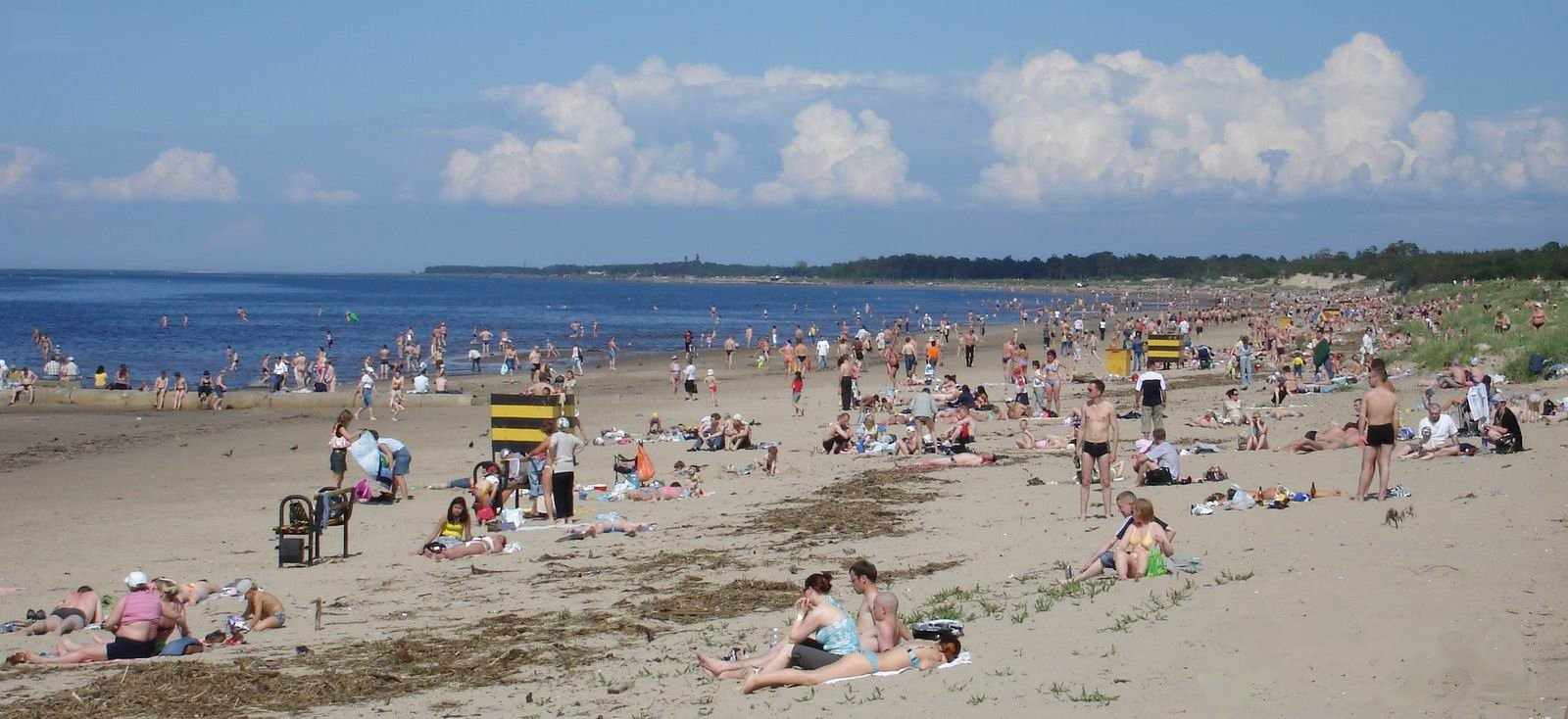
Северодвинск. Остров Ягры. Пляж. 1/07/2007
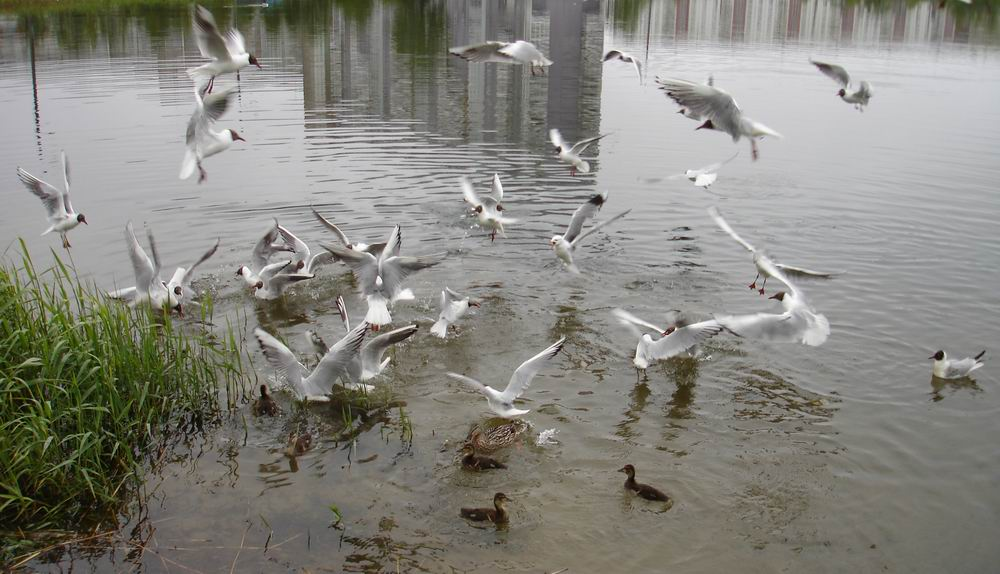
Озеро Чаячье
Памятник воинам 13-й лыжной бригады.
Памятный знак на набережной им. Зрячева
Площадь Просянкина
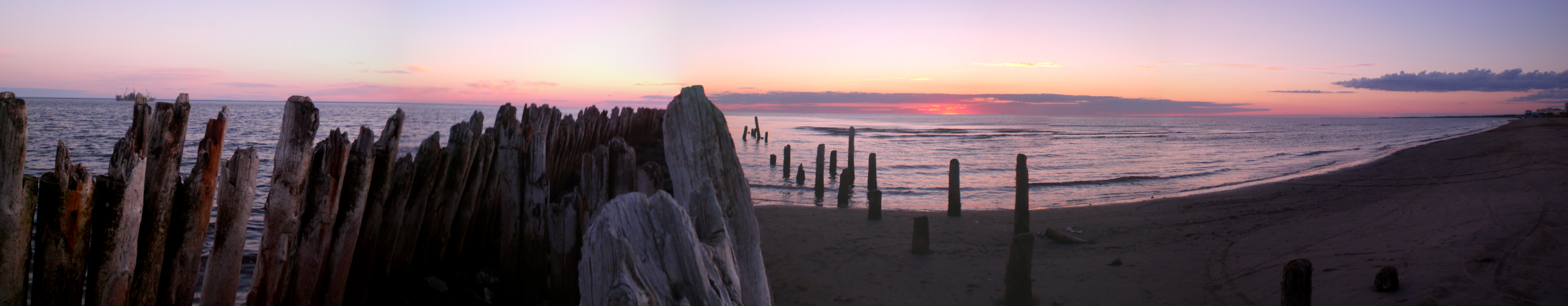
Вид на море с острова Ягры